# Erna Wachtel
Erna Wachtel (Racibórz, Prússia, actual Polònia, 3 d'abril de 1907 - Chicago, 1 de juny de 1995) va ser una gimnasta, entrenadora, àrbitra i escriptora estatunidenca d'origen prussià.
Als 19 anys va emigrar de la seva ciutat natal prussiana per anar a viure als Estats Units. Allà va guanyar diversos títols de l'Amateur Athletic Union (AAU) i el 1944 va ser nomenada membre de l'equip olímpic honorari, pels jocs que es van cancel·lar a causa de la Segona Guerra Mundial. Després de retirar-se de les competicions va exercir de funcionària de l'AAU, àrbitra internacional i entrenadora nacional de gimnàstica, preparant l'equip estatunidenc femení per als Jocs Olímpics d'Estiu de 1956, diputats a la ciutat australiana de Melbourne. Del 1957 al 1973 va ensenyar educació física al Chicago Park District. El 1974 va ingressar al Saló de la Fama de la Gimnàstica dels Estats Units. Wachtel no es va casar mai.

## Obres
- How to improve your gymnastic, for girls and women, Athletic Institute, Chicago, 1959 (amb Newton Clayton Loken)[4]
- Gymnastic for girls and women. Instructor’s guide, Athletic Institute, Chicago, 1964 (amb Newton Clayton Loken)[5]
- Girls' Gymnastic, Sterling Publishing, Ciutat de Nova York, 1967 (amb Newton Clayton Loken)[6]